# Constante José Aguer
Constante José Aguer, conocido como Constante Aguer fue un cantor, guitarrista, poeta, escritor, periodista y compositor del cancionero guaraní que nació en Buenos Aires, Argentina el 6 de abril de 1918 y falleció en la misma ciudad el 31 de julio de 2010. Escribió la letra del chamamé Kilómetro 11, cuya música es de Tránsito Cocomarola, un tema difundido en todo el mundo que es considerado el himno de la Provincia de Corrientes.

## Primeros años
Nació, vivió y murió en el barrio porteño de Mataderos, en la calle Araujo al 1500 (entre Avenida Directorio y calle Tandil, estudió música e inició sus actividades artísticas tocando la guitarra y cantando junto a Marcos Herminio Ramírez en el programa Teatro Autóctono que se transmitió por Radio Municipal y Radio Fénix.

## Actividad artística
En el año 1938 integró como cantor y guitarrista el Trío Típico de Emilio Chamorro, con el que actuó varios años en Radio Stentor. Posteriormente formó su propia agrupación, con la que actuaba en radioemisoras y salones de baile.
Sus primeras grabaciones fueron en 1938, dedicadas al cancionero correntino en los sellos Odeón y RCA Víctor, y al año siguiente recibió un premio municipal como cantor guaraní. A partir del año 1950 comenzó a grabar discos para el sello TK.
Aguer actuó como cantor y guitarrista con músicos de la talla de Raúl Infante (violín), Luciano Eliath (bandoneón), Santos Alberto Torres (acordeón), Toledo y Gamarra (guitarra), Pedro Ruiz Díaz (acordeón), Rodolfo Vargas (bandoneón) y Rubén Pereiro (guitarra).

## Labor como escritor y poeta
En su labor como poeta y escritor publicó sus colaboraciones y poemas bilingües en revistas del cancionero nativo como Alma nativa, Vergel guaraní, Iverá, Tradición, Ñandé, El canta claro, Ñandé Purajhéi, Tradición , El alma que canta, Ocará potí cue mí, De Paraguay y últimamente lo hacía en la revista Tabaré, editada por la colectividad uruguaya residente en Australia y en Ko-eyú Latinoamericana que se edita en Venezuela. También lo hizo en los periódicos de la Provincia de Corrientes como Época, El Litoral y El Orden. 
Se han editado varios libros de su autoría: Mis cantares al Taragüí, Cuentas dispersas, Cuentos y no cuentos, Memorias de una Pasión, La Biblia en la selva guaraní y su "gran obra", El chamamé en Buenos Aires, su historia, mis memorias.
Integró el taller literario Ko´e-Yu de la ciudad de Corrientes y participó del centro de Divulgación Musical de la Secretaría de Cultura de la Ciudad Autónoma de Buenos Aires.
Produjo y condujo el programa Taraguí Coé -Amanecer correntino en Radio Nacional y en la entonces L.S. 1 Radio Municipal, de la ciudad de Buenos Aires. También tuvo a su cargo el programa Por los caminos del chamamé que se transmitía por la Cadena Argentina de Radiodifusión. 
En diciembre de 1984 fue homenajeado durante la segunda Bailanta Correntina de la Dirección de Cultura de la Ciudad de Buenos Aires, recibiendo en esa ocasión una plaqueta como poeta y compositor. 

## Labor como compositor
Registró más de 200 obras como autor y compositor, entre las que se encuentra el clásico Kilómetro 11 (con música del mítico compositor Tránsito Cocomarola), Mburucuyana, Belleza correntina, Gallo sapukay, El transitante y Taragüí Rape. Río Tapenagá, Las Tres Marías, El gateao, Cordiona llorona, María de la Cruz, Elías Galván. Doce de sus composiciones musicales fueron aprobadas por el Ministerio de Educación y Cultura de la Provincia de Corrientes, para el canto en las escuelas en sus diversos niveles. 
Alrededor del año 1940, Tránsito Cocomarola tomaba lecciones de música con el maestro Antonio Giannantonio en su casa de Buenos Aires, en tanto Aguer lo hacía de solfeo cantado preparándose para rendir examen como compositor en SADAIC. Cocomarola le pasó la música de Belleza correntina y de Kilómetro 11 para ponerle letra. Como Aguer recibió las piezas ya tituladas, tuvo que imaginar un romance en Kilómetro 11, un lugar del cual Cocomarola nada le informó, ni siquiera dónde quedaba. 
Constante Aguer falleció en Buenos Aires el 31 de julio de 2010 a los 92 años de edad.